# 马黎诺里

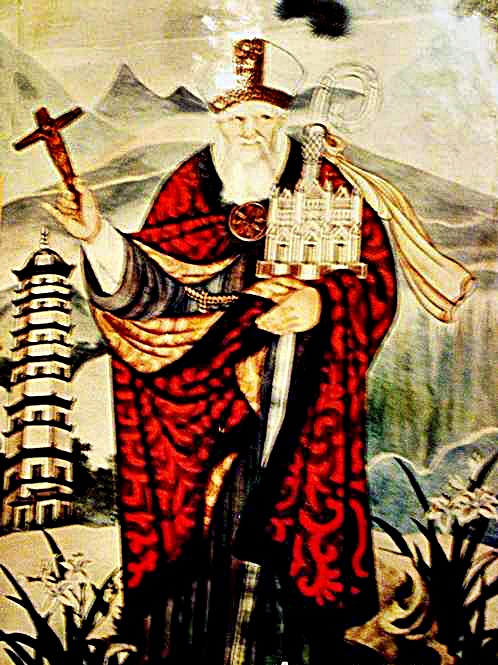
马黎诺里

马黎诺里（Marignolli）是14世纪欧洲一位天主教會方济各会教士，曾奉教皇本笃十二世的命令率領使團前往元朝。他於至正二年（1342）抵达元上都，拜見元顺帝。马黎诺里使团32人留居大都约3年。1353年回到阿维尼翁。